# Applied Physics, Inc.
| Applied Physics, Inc. |                                 |
| \| Nombre comercial \| Applied Physics \| \| Tipo \| Privado \| \| Industria \| I+D \| \| Fundación \| 2020 \| \| Sede Central \| Nueva York, Nueva York, EE. UU. \| \| Filial \| Advanced Propulsion Laboratory \| \| Sitio Web \| www.appliedphysics.org \| |                                 |
| Nombre comercial | Applied Physics                 |
| Tipo | Privado                         |
| Industria | I+D                             |
| Fundación | 2020                            |
| Sede Central | Nueva York, Nueva York, EE. UU. |
| Filial | Advanced Propulsion Laboratory  |
| Sitio Web | www.appliedphysics.org          |

Applied Physics, Inc. es un grupo internacional de investigación y desarrollo científico, que tiene su sede en Nueva York y asesora a empresas y gobiernos en cuestiones relacionadas con la ciencia y la tecnología. Es propietario y usa el Advanced Propulsion Laboratory (APL) de Estocolmo, Suecia, un laboratorio especializado en investigación aeroespacial que hace avanzar el sector de los propulsores físicos warp.

## Investigación y Publicaciones
En 2021, los científicos del APL publicaron "Introducing Physical Warp Drives" (Introducción a los Motores Warp Físicos) en Classical and Quantum Gravity . Este artículo, que atrajo la atención de la comunidad internacional, presentó la primera clasificación general de los espaciotiempos de los motores factoriales . Los científicos del APL demostraron cómo puede fabricarse una clase de motores warp sublumínicos basándose en principios físicos ya conocidos. Antes de esta publicación, el estudio de la mecánica de los campos factoriales se consideraba poco físico (es decir, imposible) porque ningún material conocido podía cumplir los requisitos que imponía la teoría de la relatividad general de Einstein .
En 2022, mediante una colaboración con científicos de la Universidad Carnegie Mellon, el APL publicó "Searching for Intelligent Life in Gravitational Wave Signals Part I. (Búsqueda de Vida Inteligente en Señales de Ondas Gravitacionales Parte I). Este documento describe las capacidades presentes y futuras de los observatorios de ondas gravitacionales destinadas a detectar naves espaciales de aceleración rápida y/o masiva (RAMAcraft ). Dado que las señales gravitatorias tienen un alcance mayor que otras señales electromagnéticas, los observatorios gravitatorios como LIGO ya tienen la capacidad de sondear las 10 11 estrellas de la Vía Láctea en busca de tipos de RAMAcraft.

## Programas
El 15 de enero de 2022, Sabine Hossenfelder anunció que Física Aplicada financiaría el primer Fondo Warp, aportando 500.000 $ en becas de investigación para el avance científico de la mecánica warp.